# Selección de baloncesto de Grecia
La selección de baloncesto de Grecia (en griego: Εθνική Ομάδα Μπάσκετ της Ελλάδος) es el equipo formado por jugadores de nacionalidad griega que representa a la Federación Helénica de Baloncesto en las competiciones internacionales organizadas por la Federación Internacional de Baloncesto (FIBA) o el Comité Olímpico Internacional (COI): los Juegos Olímpicos, la Copa Mundial de Baloncesto y el EuroBasket.
Grecia es considerada como una de las potencias en el baloncesto europeo e internacional, y su equipo nacional como uno de los mejores del mundo, habiendo aparecido nueve veces en la Copa Mundial FIBA, y su mejor resultado llegó en 2006 como subcampeón, tras vencer a Estados Unidos 101–95 en la semifinal del torneo. Grecia ha participado en el EuroBasket 28 veces y ganó el torneo dos veces; además de obtener una medalla de plata (1989), así como dos medallas de bronce (1949, 2009). Algunos de los momentos más destacados del equipo en la competición fueron vencer a la Unión Soviética 103-101 en la final de Atenas para ganar su primer título en 1987, y derrotar a Alemania 78-62 en la final de 2005. Grecia ha competido cuatro veces en los Juegos Olímpicos, siendo sus mejores resultados un quinto puesto en tres ocasiones (1996, 2004, 2008).
Grecia es el único equipo nacional del mundo que derrotó a Estados Unidos durante la era de Mike Krzyzewski (2005-2016), ya que este último tenía un récord invicto tanto antes como después de la semifinal de la Copa Mundial FIBA 2006, incluidas todas las competiciones importantes.
En categorías juveniles han conseguido variados logros, tanto a nivel europeo como mundial, siendo el más importante el Campeonato Mundial Sub-19 de 1995, en la que fueron el país organizador.

## Historia

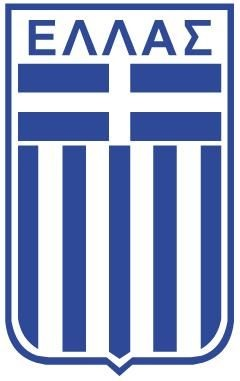
Logo del equipo nacional griego de baloncesto de 1987

El baloncesto en Grecia posee una larga tradición, ya que, en 1932, fue uno de los ocho miembros fundadores de la Federación Internacional de Baloncesto (FIBA). Sin embargo, por muchas décadas, el equipo nacional masculino era considerado de segunda línea en el plano internacional, alcanzando recién renombre a mediados de los años ochenta, cuando consiguieron el EuroBasket 1987, realizado en Grecia; siendo así el primer título internacional de Grecia, en cualquier deporte. Este triunfo conllevó a que el baloncesto alcanzara una gran popularidad en el país, y desde entonces, Grecia ha alcanzado renombre en la alta competencia del baloncesto internacional.

### Debut internacional y primeros éxitos
Grecia iba a participar en el EuroBasket 1935, siendo esta la primera edición del torneo, que se llevó a cabo en Ginebra, Suiza, sin embargo, no pudo viajar a causa de problemas financieros.
Su debut internacional vino catorce años después, en el EuroBasket 1949, llevado a cabo, curiosamente, en El Cairo, Egipto. A esta edición e le considera la de más bajo nivel competitivo, dado que muchas potencias del baloncesto europeo se negaron a viajar a Egipto, además tres de los siete equipos participantes fueron Siria, Líbano y la selección local. Grecia, como debutante, logró una destacada participación, alcanzando el tercer lugar, tan solo por detrás de la selección local y la francesa.
Tras su primer éxito internacional, los griegos participaron en el siguiente torneo, el EuroBasket 1951, donde alcanzaron la ronda semifinal y terminaron octavos entre las dieciocho naciones que participaron. Luego, participaron en sus primeros Juegos Olímpicos, en Helsinki 1952. Fueron eliminados por poco en la fase preliminar, terminando en la parte inferior de la tabla junto con otros seis equipos y también poniendo fin al primer período en la historia del baloncesto griego, ya que no participaron en ningún torneo importante durante el resto de la década de 1950.
Durante las décadas de 1960, 1970 y la primera mitad de la de 1980, Grecia apareció en la mayoría de los torneos EuroBasket, siendo sus mejores actuaciones el octavo puesto en 1965 y el noveno puesto tanto en 1979 como en 1981. No se clasificaron para los Juegos Olímpicos ni para la Copa Mundial FIBA, pero sí ganaron dos medallas de oro regionales. Ganaron el oro en los Juegos Mediterráneos de 1979 al vencer a Yugoslavia por un marcador de 85 a 74 en la final, y el Campeonato de los Balcanes de 1979, nuevamente al vencer a Yugoslavia por 66 a 62.

### Asciende al nivel más alto: campeones de Europa
La historia del equipo nacional fue bastante vulgar hasta mediados de la década de 1980, cuando Grecia llegó como una potencia en el baloncesto internacional, encabezada por jugadores de élite como Nikos Galis, Panagiotis Giannakis, Panagiotis Fasoulas y Fanis Christodoulou. La llegada comenzó con su clasificación a la Copa Mundial FIBA 1986, la primera en su historia. La selección nacional terminó décima entre las veinticuatro naciones del torneo, pero fue un catalizador para el futuro.
Al año siguiente, Grecia enfrentó su mayor desafío, ya que el país fue anfitrión del EuroBasket 1987 y el equipo nacional entró al torneo con una alineación formidable. Tras avanzar en la fase de grupos, eliminaron a Italia y Yugoslavia, ambas favoritas para ganar el torneo, en cuartos de final y semifinales respectivamente. En la final, Grecia se enfrentó a los campeones defensores y a la gran favorita Unión Soviética. Frente a 17.000 aficionados griegos en el Estadio de la Paz y la Amistad, los anfitriones ganaron la medalla de oro tras una emocionante victoria por 103-101 sobre los soviéticos, con Nikos Galis anotando 40 puntos. Fue la primera vez que la selección griega ganó un torneo importante en cualquier deporte, lo que convirtió instantáneamente al baloncesto en el deporte nacional, mientras que la selección nacional se hizo apreciada en todo el país.
Por primera vez en 36 años, los campeones de Europa no lograron clasificarse para los Juegos Olímpicos de 1988, a pesar de una actuación decente en el torneo preolímpico. En el EuroBasket de 1989, los campeones defensores estaban bajo presión para demostrar que podían repetir el nivel de excelencia que mostraron en su última aparición en el EuroBasket, y lo hicieron de manera convincente. Después de pasar a los octavos de final, la Unión Soviética se interpuso en su camino en las semifinales, pero Grecia los derrotó una vez más y llegó a la final. A diferencia de 1989, esta vez Grecia tuvo que superar a Yugoslavia y su ventaja como local en Zagreb. Grecia se llevaría a casa la medalla de plata, repitiendo su hazaña del torneo anterior y al menos terminaría en posición de medalla en el EuroBasket, convirtiéndola en su tercera medalla en su historia del baloncesto.

### Firmemente entre los mejores del mundo pero sin medallas
En la década de 1990 hubo una serie de resultados exitosos para la selección nacional, que estuvo presente cada año en todos los grandes torneos internacionales, excepto en los Juegos Olímpicos de Barcelona 1992. En el período comprendido entre 1990 y 1998, Grecia nunca cayó por debajo del sexto lugar y normalmente terminó en cuarto lugar. También se clasificaron para una segunda aparición olímpica en 1996, donde el equipo terminó en quinto lugar.
En la Copa Mundial FIBA 1990, el equipo enfrentaría un nuevo desafío ya que tendrían que competir sin su máximo goleador Nikos Galis, quien estaba lesionado, pero tuvo un mejor desempeño que hace cuatro años y finalmente quedó sexto en el torneo. En las dos competiciones siguientes, en 1994 y 1998, Grecia terminó cuarta. En 1994, el equipo alcanzó las semifinales pero fue eliminado por Estados Unidos y jugó por el tercer lugar contra Croacia, donde perdió y quedó en cuarto lugar, resultado que se consideró que demostraba el continuo protagonismo del equipo. En 1998, el torneo se celebró en Atenas.y los griegos esperaban clasificarse para la final. Aunque en la semifinal fueron eliminados por la República Federativa de Yugoslavia en la prórroga, su decepción por perder la oportunidad de llegar a la final los llevó a una fácil derrota ante Estados Unidos en el juego por la medalla de bronce, dejando una vez más a Grecia en cuarto lugar.
En el EuroBasket de 1991 Grecia finalizó quinta y en 1993, 1995 y 1997 quedó fuera de su alcance con el cuarto lugar de la medalla. Grecia actuó como anfitriona en el torneo de 1995, sin poder repetir el triunfo de 1987 cuando fue derrotada en semifinales por la República Federativa de Yugoslavia, algo que volvió a ocurrir en 1997, mientras que la anfitriona Alemania había eliminado a Grecia en 1993.
Los años 1999-2002 estuvieron marcados por un evidente declive de Grecia. El comienzo de esta era fue el impactante puesto 16 y último del equipo en la clasificación final del EuroBasket de 1999, después de haber sufrido tres derrotas en la ronda preliminar. En consecuencia, Grecia estuvo ausente de los Juegos Olímpicos de 2000. En el siguiente campeonato europeo de 2001, la selección griega quedó novena, por lo que no pudo clasificarse para la Copa del Mundo FIBA 2002.

### Campeones de Europa y subcampeones de la Copa del Mundo FIBA
El resurgimiento de Grecia comenzó en el EuroBasket de 2003, donde un equipo renovado terminó quinto. El experimento tuvo un éxito parcial, pero el público no se mostró muy entusiasmado. Los Juegos Olímpicos de 2004 en Atenas fueron considerados como la mayor oportunidad para que la anfitriona Grecia ganara su primera medalla olímpica. Pero en una cerrada derrota por 69-64 ante Argentina, eventual medallista de oro, en los cuartos de final, se detuvo cualquier posibilidad de que eso se hiciera realidad. El equipo terminaría quinto en la clasificación general del evento.
Grecia fue considerada un fuerte candidato a las medallas en el EuroBasket 2005. Avanzaron de la fase de grupos con dos victorias en tres partidos y eliminaron a Israel y Rusia para llegar a las semifinales, donde se enfrentaron a Francia. El equipo francés lideraba el marcador con siete puntos a falta de sólo un minuto para el final, Grecia parecía no tener posibilidades de lograr la victoria y se avecinaba otra semifinal perdida. Sin embargo, los griegos lograron acercarse a un déficit de dos puntos y ganaron 67-66 con un triple de Dimitris Diamantidis cuando quedaban tres segundos, lo que desató una alegre celebración por parte del equipo griego. En la final y frente a un estridente público pro-Grecia con entradas agotadas de 20.000 personas en el Arena de Belgrado, los griegos derrotaron a Alemania de manera convincente 78–62, ganando la medalla de oro por segunda vez en su historia.
Al año siguiente, los campeones de Europa ganaron la Copa Stanković de 2006, quedando invictos en el torneo y derrotando a Alemania nuevamente en la final con una impresionante victoria por 84–47. En la Copa Mundial FIBA 2006, Grecia estaba decidida a ganar una medalla que se les había escapado por poco en sus dos últimas apariciones en el torneo. Llegaron a las semifinales con un récord de (7-0), y algunas de sus victorias llegaron a lo grande. En las semifinales, Grecia derrotó a los populares Estados Unidos en una sorpresa de 101-95, recuperándose de doce puntos menos y se clasificó para la final. Pero finalmente se quedaron sin gasolina en su dramático juego contra los estadounidenses y perdieron 70-47 ante España, finalizando con la medalla de plata. A pesar de la derrota, los jugadores fueron recibidos con entusiasmo por los aficionados a su regreso a Grecia, debido a su primera medalla en una Copa del Mundo y su victoria sobre los Estados Unidos.
En el EuroBasket 2007, los campeones europeos defensores avanzaron a las semifinales, donde se enfrentaron a los anfitriones y actuales campeones del mundo, España, en una revancha de la final del año anterior. Grecia estuvo a punto de vengarse, pero finalmente perdió 82–77 y jugó el partido por la medalla de bronce, donde sucumbió ante Lituania. En los Juegos Olímpicos de 2008, otra derrota de último segundo por 80–78 ante Argentina en los cuartos de final llevó a Grecia a terminar en quinto lugar una vez más. En el EuroBasket de 2009, la selección nacional cambió radicalmente, con un montón de jugadores jóvenes y sin los jugadores clave Thodoris Papaloukas y Dimitris Diamantidis, además de Panagiotis Vasilopoulos y Kostas Tsartsaris, el torneo fue percibido como el punto de inflexión para Grecia después de sus importantes logros recientes. Sin embargo, después de su cuarta derrota consecutiva ante España en semifinales y sesenta años después de su primera y última medalla de bronce, lograron subir al podio en la tercera posición contra todo pronóstico, con una emocionante victoria por 57-56 sobre Eslovenia, poniendo fin a la maldición de ser derrotado en todos los partidos por la medalla de bronce de su historia.
Antes de la Copa Mundial FIBA 2010, el equipo exhibió actuaciones impresionantes durante los partidos amistosos de preparación, venciendo a Alemania 82–54, Rusia 101–63, Croacia 90–81, Canadá 123–49, Eslovenia 96–72 y Serbia 74–73, un juego que terminó en una pelea. Esa trifulca expuso problemas dentro del equipo, que mostró una cara diferente en partidos cruciales del Mundial. En la fase de grupos, Grecia perdió ante Turquía y Rusia (siendo acusada de perder intencionalmente el partido con Rusia, para evitar jugar con España en los octavos de final). La derrota de Francia ante Nueva Zelanda significaba que Grecia tenía que enfrentarse a España de todos modos en los octavos de final. Los dos equipos se enfrentaron una vez más, en un partido dramático que España ganó en los últimos minutos (un partido que dio lugar a quejas griegas sobre las críticas de los árbitros). Esa derrota supuso que la selección griega quedara eliminada de la siguiente fase, quedando en el puesto 11 (su peor actuación en un Mundial). Ese partido supuso la quinta victoria española consecutiva sobre Grecia en las principales competiciones internacionales (Grecia detendría la racha ganadora de España 3 años después en el EuroBasket 2013, venciéndoles por 79-75, con Vassilis Spanoulis anotando 20 puntos). En realidad, eso representó una inversión de la situación anterior, ya que Grecia había derrotado previamente a España en todos los partidos que jugaron entre sí en las cuatro principales competiciones internacionales (Copa Mundial FIBA 1990, EuroBasket 1993, EuroBasket 1995 y Copa Mundial FIBA 1998). Tras la eliminación en el Mundial FIBA 2010, Dimitris Diamantidis anunció su retirada de la selección nacional, a los 30 años.

### 2011-presente
Durante los preparativos del EuroBasket 2011, el nuevo entrenador, Ilias Zouros, se enfrentó a uno de los mayores retos de la historia de la selección griega de baloncesto, con las ausencias de nada menos que 9 jugadores clave (entre ellos jugadores estrella: Dimitris Diamantidis, Thodoris Papaloukas, Sofoklis Schortsanitis y Vassilis Spanoulis). Zouros tuvo que formar un equipo formado principalmente por jugadores jóvenes (la mitad de los jugadores del equipo nunca habían participado en el EuroBasket, con poco tiempo para prepararse. El nuevo equipo nacional, con algunos de los jugadores griegos de próxima generación ("Generación X"), mostró signos prometedores durante los amistosos, venciendo a Rusia 83-80, Alemania 69–56 y Turquía 62–38. En el EuroBasket, Grecia logró llegar a los cuartos de final, donde perdió ante Francia, eventual medallista de plata, por 64–56. Posteriormente, la victoria contra Serbia 87–77 y la derrota ante Lituania 73–69 llevaron a Grecia al sexto lugar, asegurando así la participación en el Torneo de Clasificación Olímpica Mundial FIBA 2012. En el Torneo de Clasificación Olímpica Mundial FIBA 2012, Grecia no logró clasificarse para los Juegos Olímpicos, después de una derrota por 80-79 ante Nigeria.
La participación en el EuroBasket 2013 con su nuevo entrenador, Andrea Trinchieri, no supuso ningún consuelo para sus aficionados. El equipo una vez más exhibió un desempeño excelente durante los juegos de preparación (incluidas victorias contundentes contra los eventuales finalistas Francia y Lituania), ganándose el primer lugar en el power ranking del FIBA EuroBasket antes del torneo. Su comienzo en el EuroBasket fue igualmente fructífero, con cómodas victorias contra Suecia (79–51), Rusia (80–71) y Turquía (84–61). Sin embargo, las heridas graves de Spanoulis, Mavrokefalidis, Papanikolaou y Zisis, atormentaron a la selección griega, a pesar de la impresionante victoria contra la campeona defensora España. Las derrotas en partidos críticos (especialmente aquellos contra Italia y Finlandia en su grupo de la fase preliminar), llevaron a no alcanzar los cuartos de final por primera vez desde el EuroBasket de 2001. Sin embargo, fueron seleccionados como comodines para la Copa Mundial FIBA 2014, siendo colocados en el Grupo B formado por Filipinas, Senegal, Argentina, Croacia y sus rivales Puerto Rico.
La selección nacional volvió a presentar un nuevo entrenador en Fotios Katsikaris, y una vez más tuvo que afrontar lo que se había convertido en un problema crónico de ausencia de jugadores clave (esta vez Vassilis Spanoulis, Kosta Koufos, Antonis Fotsis, Stratos Perperoglou y Sofoklis Schortsanitis). Grecia terminó primera en su grupo, después de derrotar a todos los equipos mencionados anteriormente (siendo, junto con Estados Unidos y España, uno de los tres equipos invictos en la fase de grupos), pero perdió ante Serbia en octavos de final y terminó en noveno lugar. en general. Grecia participó en el EuroBasket 2015, en el Grupo C formado por Países Bajos, Croacia, Eslovenia, Georgia y sus rivales Macedonia del Norte. La selección nacional con Fotios Katsikaris como entrenador, acabó primera de su grupo, tras derrotar a todas las naciones mencionadas (siendo, junto con Francia y Serbia, una de las tres selecciones invictas en la fase de grupos). En octavos de final derrotó a Bélgica (75-54), pero en cuartos de final perdió ante España (73-71). Dos días después (17 de septiembre de 2015), derrotaron a Letonia (97-90), terminaron en el quinto lugar de la general y se clasificaron para uno de los tres Torneo de Clasificación Olímpica Mundial FIBA 2016. En el Torneo de Clasificación Olímpica Mundial FIBA de Turín 2016, Grecia derrotó a Irán (78–53) y México (86–70), pero perdió ante Croacia (66–61) y no pudo clasificarse para los Juegos Olímpicos de Río, por segunda vez seguida. Sin embargo, se clasificaron para el EuroBasket 2017.
Grecia comenzó su campaña en el EuroBasket 2017 con una victoria contra Islandia, pero perdió sus siguientes tres partidos contra Eslovenia, Francia y Finlandia. Sin embargo, derrotaron a Polonia, por un marcador de 95 a 77, para hacerse con un lugar en las rondas eliminatorias. En octavos de final, Grecia tuvo una actuación dominante al derrotar a Lituania, por un marcador de 77-64, y avanzó a los cuartos de final. Allí, fueron eliminados en una reñida batalla contra Rusia 74-69.

## Plantilla
- Lista de jugadores convocados que disputaron la Copa Mundial de Baloncesto de 2023.[9]

| Grecia                        | Grecia                 | Grecia | Grecia | Grecia | Grecia           |
| Num                           | Jugador                | Pos    | Altura | Edad   | Equipo           |
| ----------------------------- | ---------------------- | ------ | ------ | ------ | ---------------- |
| 0                             | Thomas Walkup          | B      | 1,93 m | 30     | Olympiacos BC    |
| 1                             | Nikos Rogkavopoulos    | A      | 2,03 m | 22     | Saski Baskonia   |
| 3                             | Michalis Lountzis      | B      | 1,96 m | 25     | Olympiacos BC    |
| 5                             | Giannoulis Larentzakis | E      | 1,96 m | 29     | Olympiacos BC    |
| 6                             | Dimitrios Moraitis     | E      | 1,94 m | 24     | Panathinaikos BC |
| 13                            | Lefteris Bochoridis    | B      | 1,96 m | 29     | Aris             |
| 14                            | Georgios Papagiannis   | P      | 2,20 m | 26     | Fenerbahçe Beko  |
| 16                            | Kostas Papanikolaou    | A      | 2,03 m | 33     | Olympiacos BC    |
| 21                            | Ioannis Papapetrou     | A      | 2,06 m | 29     | Panathinaikos BC |
| 43                            | Thanasis Antetokounmpo | AP     | 2,01 m | 31     | Milwaukee Bucks  |
| 44                            | Dinos Mitoglou         | AP     | 2,10 m | 27     | Panathinaikos BC |
| 76                            | Emmanouil Chatzidakis  | P      | 2,08 m | 23     | AEK              |
| Entrenador: Dimitrios Itoudis |                        |        |        |        |                  |

## Partidos

### Próximos encuentros
| Fecha                    | Ciudad    | Competición                | Local        |                         | Resultado |                            | Visitante       |
| ------------------------ | --------- | -------------------------- | ------------ | ----------------------- | --------- | -------------------------- | --------------- |
| 25 de agosto de 2022     | Belgrado  | Clasificación Mundial 2023 | Serbia       | Bandera de Serbia       | 100:94    | Bandera de Grecia          | Grecia          |
| 28 de agosto de 2022     | Atenas    | Clasificación Mundial 2023 | Grecia       | Bandera de Grecia       | 85:68     | Bandera de Bélgica         | Bélgica         |
| 2 de septiembre de 2022  | Milán     | EuroBasket 2022            | Croacia      | Bandera de Croacia      | 85:89     | Bandera de Grecia          | Grecia          |
| 3 de septiembre de 2022  | Milán     | EuroBasket 2022            | Grecia       | Bandera de Grecia       | 85:81     | Bandera de Italia          | Italia          |
| 5 de septiembre de 2022  | Milán     | EuroBasket 2022            | Gran Bretaña | Bandera del Reino Unido | 77:93     | Bandera de Grecia          | Grecia          |
| 6 de septiembre de 2022  | Milán     | EuroBasket 2022            | Grecia       | Bandera de Grecia       | 99:79     | Bandera de Ucrania         | Ucrania         |
| 8 de septiembre de 2022  | Milán     | EuroBasket 2022            | Estonia      | Bandera de Estonia      | 69:90     | Bandera de Grecia          | Grecia          |
| 11 de septiembre de 2022 | Berlín    | EuroBasket 2022            | Grecia       | Bandera de Grecia       | 94:88     | Bandera de República Checa | República Checa |
| 13 de septiembre de 2022 | Berlín    | EuroBasket 2022            | Alemania     | Bandera de Alemania     | 107:96    | Bandera de Grecia          | Grecia          |
| 11 de noviembre de 2022  | Heraclión | Clasificación Mundial 2023 | Grecia       | Bandera de Grecia       | 60:80     | Bandera de Letonia         | Letonia         |
| 14 de noviembre de 2022  | Mons      | Clasificación Mundial 2023 | Bélgica      | Bandera de Bélgica      | 70:72     | Bandera de Grecia          | Grecia          |
| 24 de febrero de 2023    | Atenas    | Clasificación Mundial 2023 | Grecia       | Bandera de Grecia       | 97:92     | Bandera de Serbia          | Serbia          |
| 27 de febrero de 2023    | Riga      | Clasificación Mundial 2023 | Letonia      | Bandera de Letonia      | 67:57     | Bandera de Grecia          | Grecia          |
| 26 de agosto de 2023     | Pasay     | Copa Mundial 2023          | Jordania     | Bandera de Jordania     | 71:92     | Bandera de Grecia          | Grecia          |
| 28 de agosto de 2023     | Pasay     | Copa Mundial 2023          | Grecia       | Bandera de Grecia       | 81:109    | Bandera de Estados Unidos  | Estados Unidos  |
| 30 de agosto de 2023     | Pasay     | Copa Mundial 2023          | Grecia       | Bandera de Grecia       | 83:74     | Bandera de Nueva Zelanda   | Nueva Zelanda   |
| 1 de septiembre de 2023  | Pasay     | Copa Mundial 2023          | Lituania     | Bandera de Lituania     | 92:67     | Bandera de Grecia          | Grecia          |
| 3 de septiembre de 2023  | Pasay     | Copa Mundial 2023          | Grecia       | Bandera de Grecia       | 69:73     | Bandera de Montenegro      | Montenegro      |

## Jugadores destacados
| - Vasileios Spanoulis - Giannis Antetokounmpo - Panagiotis Giannakis - Panagiotis Fasoulas - Fanis Christodoulou |  | - Antonis Fotsis - Andreas Glyniadakis - Georgios Papagiannis - Kostas Papanikolaou - Jake Tsakalidis |  | - Nikos Galis - Theodoros Papaloukas - Dimitris Diamantidis - Nick Calathes |

## Plantillas anteriores
- EuroBasket 1949: finalizó 3°  de 7 equipos.

Takis Taliadoros, Sokratis Apostolidis, Alekos Apostolidis, Stelios Arvanitis, Nikos Skylakakis, Nikos Nomikos, Nikos Milas, Missas Pantazopoulos, Alekos Spanoudakis, Ioannis Lambrou, Faidon Matthaiou, Nikos Bournelos, Thanasis Kostopoulos. Entrenador: Giorgos Karatzopoulos
- Juegos Olímpicos 1952: finalizó 17° de 23 equipos.

Faidon Matthaiou, Nikos Milas, Ioannis Lambrou, Panagiotis Manias, Aristeidis Roubanis, Ioannis Spanoudakis, Themis Cholevas, Alekos Spanoudakis, Kostas Papadimas, Mimis Stefanidis, Stelios Arvanitis, Takis Taliadoros. Entrenador: Vladimiros Vallas
- Campeonato Mundial 1986: finalizó 10° de 24 equipos.

Nikos Galis, Nikos Stavropoulos, Panagiotis Giannakis, Argiris Kambouris, Argiris Pedoulakis, Panagiotis Karatzas, Michalis Romanidis, Nikos Filippou, Liveris Andritsos, Fanis Christodoulou, Dimitris Dimakopoulos, Christos Christodoulou. Entrenador: Kostas Politis
- EuroBasket 1987: finalizó 1°  de 12 equipos.

Nikos Galis, Nikos Stavropoulos, Panagiotis Giannakis, Argiris Kambouris, Nikos Linardos, Panagiotis Karatzas, Michalis Romanidis, Nikos Filippou, Liveris Andritsos, Panagiotis Fasoulas, Memos Ioannou, Fanis Christodoulou. Entrenador: Kostas Politis
- EuroBasket 1989: finalizó 2°  de 8 equipos.

Nikos Galis, Kostas Patavoukas, Panagiotis Giannakis, Argiris Kambouris, David Stergakos, Dinos Angelidis, John Korfas, Nikos Filippou, Liveris Andritsos, Panagiotis Fasoulas, Dimitris Papadopoulos, Fanis Christodoulou. Entrenador: Efthimis Kioumourtzoglou
- Campeonato Mundial 1990: finalizó 6° de 16 equipos.

Georgios Gasparis, Kostas Patavoukas, Panagiotis Giannakis, Argiris Kambouris, David Stergakos, Dimitris Papadopoulos, Nasos Galakteros, Vassilis Lipiridis, Liveris Andritsos, Panagiotis Fasoulas, Memos Ioannou, Fanis Christodoulou. Entrenador: Efthimis Kioumourtzoglou
- Campeonato Mundial 1994: finalizó 4° de 16 equipos.

Panagiotis Giannakis, Georgios Sigalas, Nasos Galakteros, Argiris Papapetrou, Panagiotis Fasoulas, Christos Tsekos, Ioannis Milonas, Efthimios Rentzias, Efthimis Bakatsias, Nikos Boudouris, Fanis Christodoulou, Kostas Patavoukas. Entrenador: Makis Dendrinos
- Juegos Olímpicos 1996: finalizó 5° de 12 equipos.

Efthimis Bakatsias, Kostas Patavoukas, Panagiotis Giannakis, Dimitris Papanikolaou, Georgios Sigalas, Lefteris Kakiousis, Fragiskos Alvertis, Nikos Oikonomou, Dinos Angelidis, Panagiotis Fasoulas, Efthimios Rentzias, Fanis Christodoulou. Entrenador: Makis Dendrinos
- Campeonato Mundial 1998: finalizó 4° de 16 equipos.

Georgios Kalaitzis, Georgios Balogiannis, Nikos Boudouris, Dimitris Papanikolaou, Georgios Sigalas, Angelos Koronios, Fragiskos Alvertis, Nikos Oikonomou, Jake Tsakalidis, Panagiotis Fasoulas, Efthimios Rentzias, Georgios Karagkoutis. Entrenador: Panagiotis Giannakis
- Juegos Olímpicos 2004: finalizó 5° de 12 equipos.

Fragiskos Alvertis, Thodoris Papaloukas, Nikos Zisis, Dimitris Papanikolaou, Vassilis Spanoulis, Antonis Fotsis, Nikos Chatzivrettas, Dimos Dikoudis, Kostas Tsartsaris, Dimitris Diamantidis, Lazaros Papadopoulos, Michalis Kakiouzis. Entrenador: Panagiotis Giannakis
- EuroBasket 2005: finalizó 1°  de 16 equipos.

Thodoris Papaloukas, Vassilis Spanoulis, Nikos Zisis, Ioannis Bourousis, Panagiotis Vasilopoulos, Antonis Fotsis, Nikos Chatzivrettas, Dimos Dikoudis, Kostas Tsartsaris, Dimitris Diamantidis, Lazaros Papadopoulos, Michalis Kakiouzis. Entrenador: Panagiotis Giannakis
- Campeonato Mundial 2006: finalizó 2°  de 24 equipos.

Thodoris Papaloukas, Sofoklis Schortsanitis, Nikos Zisis, Vassilis Spanoulis, Panagiotis Vasilopoulos, Antonis Fotsis, Nikos Chatzivrettas, Dimos Dikoudis, Kostas Tsartsaris, Dimitris Diamantidis, Lazaros Papadopoulos, Michalis Kakiouzis. Entrenador: Panagiotis Giannakis
- Juegos Olímpicos 2008: finalizó 5° de 12 equipos.

Thodoris Papaloukas, Ioannis Bourousis, Nikos Zisis, Vassilis Spanoulis, Panagiotis Vasilopoulos, Antonis Fotsis, Georgios Printezis, Andreas Glyniadakis, Kostas Tsartsaris, Dimitris Diamantidis, Sofoklis Schortsanitis, Michalis Pelekanos. Entrenador: Panagiotis Giannakis
- EuroBasket 2009: finalizó 3°  de 16 equipos.

Giannis Kalambokis, Ioannis Bourousis, Nikos Zisis, Vassilis Spanoulis, Nick Calathes, Antonis Fotsis, Georgios Printezis, Andreas Glyniadakis, Kostas Kaimakoglou, Kosta Koufos, Stratos Perperoglou, Sofoklis Schortsanitis. Entrenador: Jonas Kazlauskas
- Campeonato Mundial 2010: finalizó 11º de 24 equipos.

Ian Vougioukas, Ioannis Bourousis, Nikos Zisis, Vassilis Spanoulis, Nick Calathes, Antonis Fotsis, Georgios Printezis, Stratos Perperoglou, Kostas Tsartsaris, Dimitris Diamantidis, Kostas Kaimakoglou, Sofoklis Schortsanitis. Entrenador: Jonas Kazlauskas
- Copa Mundial 2014: finalizó 9° de 24 equipos.

Vangelis Mantzaris, Ioannis Bourousis, Nikos Zisis, Kostas Vasileiadis, Nick Calathes, Andreas Glyniadakis, Kostas Papanikolaou, Kostas Sloukas, Kostas Kaimakoglou, Giannis Antetokounmpo, Ian Vougioukas, Georgios Printezis. Entrenador: Fotios Katsikaris
- EuroBasket 2015: finalizó 5° de 24 equipos.

Ioannis Bourousis, Nikos Zisis, Vassilis Spanoulis, Nick Calathes, Stratos Perperoglou, Kostas Sloukas, Kostas Kaimakoglou, Kosta Koufos, Georgios Printezis, Kostas Papanikolaou, Vangelis Mantzaris, Giannis Antetokounmpo. Entrenador: Fotios Katsikaris
- Torneo Preolímpico 2016 (Turín): finalizó 3° de 6 equipos.

Giannis Athinaiou, Nick Calathes, Ioannis Bourousis, Evangelos Mantzaris, Dimitrios Agravanis, Ioannis Papapetrou, Vasilis Charalampopoulos, Georgios Bogris, Efstratios Perperoglou, Giannis Antetokounmpo, Kostas Koufos, Thanasis Antetokounmpo. Entrenador: Fotios Katsikaris
- EuroBasket 2017: finalizó 8° de 24 equipos.

Nick Calathes, Ioannis Bourousis, Kostas Sloukas, Nikos Pappas, Georgios Papagiannis, Georgios Printezis, Kostas Papanikolaou, Vangelis Mantzaris, Dimitrios Agravanis, Ioannis Papapetrou, Georgios Bogris, Thanasis Antetokounmpo. Entrenador: Kostas Missas
- Copa Mundial 2019: finalizó 11º de 32 equipos.

Giannoulis Larentzakis, Nick Calathes, Ioannis Bourousis, Kostas Sloukas, Georgios Papagiannis, Georgios Printezis, Kostas Papanikolaou, Vangelis Mantzaris, Ioannis Papapetrou, Panagiotis Vasilopoulos, Giannis Antetokounmpo, Thanasis Antetokounmpo. Entrenador: Thanasis Skourtopoulos
- Torneo Preolímpico 2020 (Victoria): finalizó 2° de 6 equipos.

Kostas Antetokounmpo, Vassilis Kavvadas, Dinos Mitoglou, Nick Calathes, Giannoulis Larentzakis, Nikos Rogkavopoulos, Georgios Papagiannis, Dimitrios Katsivelis, Charis Giannopoulos, Linos Chrysikopoulos, Kostas Sloukas, Leonidas Kaselakis. Entrenador: Rick Pitino
- EuroBasket 2022: finalizó 5° de 24 equipos.

Tyler Dorsey, Michalis Lountzis, Giannoulis Larentzakis, Dimitrios Agravanis, Nick Calathes, Kostas Sloukas, Georgios Papagiannis, Kostas Papanikolaou, Ioannis Papapetrou, Giannis Antetokounmpo, Kostas Antetokounmpo, Thanasis Antetokounmpo. Entrenador: Dimitrios Itoudis
- Copa Mundial 2023: finalizó 15° de 32 equipos.

Thomas Walkup, Nikos Rogkavopoulos, Michalis Lountzis, Giannoulis Larentzakis, Dimitrios Moraitis, Lefteris Bochoridis, Georgios Papagiannis, Kostas Papanikolaou, Ioannis Papapetrou, Thanasis Antetokounmpo, Dinos Mitoglou, Manos Chatzidakis. Entrenador: Dimitrios Itoudis

## Historial

### Copa Mundial
Resultado General: 11.º puesto
| Copa Mundial de Baloncesto |
| --- |
| - 1950: No calificó - 1954: No calificó - 1959: No calificó - 1963: No calificó - 1967: No calificó - 1970: No calificó - 1974: No calificó - 1978: No calificó - 1982: No calificó - 1986: 10° Lugar - 1990: 6° Lugar - 1994: 4° Lugar - 1998: 4° Lugar - 2002: No calificó - 2006: - 2010: 11° Lugar - 2014: 9° Lugar - 2019: 11° Lugar - 2023: 15° Lugar - 2027: TBD |

### Juegos Olímpicos
| Baloncesto en los Juegos Olímpicos |
| --- |
| - Berlín 1936: No calificó - Londres 1948: No calificó - Helsinki 1952: 17° Lugar - Melbourne 1956: No calificó - Roma 1960: No calificó - Tokio 1964: No calificó - México 1968: No calificó - Múnich 1972: No calificó - Montreal 1976: No calificó - Moscú 1980: No calificó - Los Ángeles 1984: No calificó - Seúl 1988: No calificó - Barcelona 1992: No calificó - Atlanta 1996: 5° Lugar - Sídney 2000: No calificó - Atenas 2004: 5° Lugar - Pekín 2008: 5° Lugar - Londres 2012: No calificó - Río 2016: No calificó - Tokio 2020: No calificó - París 2024: 8° Lugar |

### EuroBasket
| EuroBasket |
| --- |
| - 1935: No participó - 1937: No participó - 1939: No participó - 1946: No participó - 1947: No participó - 1949: - 1951: 8° Lugar - 1953: No participó - 1955: No participó - 1957: No participó - 1959: No participó - 1961: 17° Lugar - 1963: No participó - 1965: 8° Lugar - 1967: 12° Lugar - 1969: 10° Lugar - 1971: No participó - 1973: 11° Lugar - 1975: 12° Lugar - 1977: No participó - 1979: 9° Lugar - 1981: 9° Lugar - 1983: 11° Lugar - 1985: No participó - 1987: - 1989: - 1991: 5° Lugar - 1993: 4° Lugar - 1995: 4° Lugar - 1997: 4° Lugar - 1999: 16° Lugar - 2001: 9° Lugar - 2003: 5° Lugar - 2005: - 2007: 4° Lugar - 2009: - 2011: 6° Lugar - 2013: 11° Lugar - 2015: 5° Lugar - 2017: 8° Lugar - 2022: 5° Lugar - 2025: TBD |

## Palmarés
- Copa Mundial de Baloncesto:
  -  Subcampeón (1): 2006

- EuroBasket:
  -   Campeón (2): 1987, 2005
  -  Subcampeón (1): 1989
  -  Tercer lugar (2): 1949, 2009